# Tamara de Lempicka
Tamara de Lempicka (uttal: [lɛm'pitska]), född Maria Górska 16 maj 1898 i Warszawa, död 18 mars 1980 i Cuernavaca i Mexiko, var en polsk modernistisk konstnär. Hon var verksam i Frankrike från cirka 1920 till 1939 och därefter i USA.

## Biografi

### Ungdomsåren
Maria Górska föddes i Warszawa av en välbärgad familj, som lät henne gå i skola i Lausanne i Schweiz. Hennes föräldrar skildes 1912 och då Maria Górskas mor, Malvina Decler, gifte om sig, bröt Maria Górska med familjen. År 1916 gifte hon sig med den polske advokaten Tadeusz Łempicki, som året efter blev arresterad av bolsjevikerna. Hans då nittonåriga fru bad då och lyckades slutligen utverka hans frigivning.

### Paris och måleriet
Paret Łempicki flydde till Paris där Maria istället antog namnet Tamara de Lempicka. Efter första världskrigets slut fick hon dottern Kizette och började studera konst med familjens välsignelse. På Académie de la Grande Chaumière i Montparnasse utvecklades hon snabbt under Maurice Denis och André Lhote. 1923 visade hon upp sina verk i de stora salongerna. Hon utvecklade en självständig stil som ibland kallats "mjuk kubism".